# カイノス
株式会社カイノス（英語名称KAINOS Laboratories,Inc.）は、医薬品会社の一つ。本社は東京都文京区本郷二丁目38番18号に置く。

## 概要
臨床検査薬や医療機器の開発、生産、販売を主とする。1975年（昭和50年）5月、資本金3000万円で株式会社ドムスヤトロンとして創業。同年7月に現社名に変更した。社名の由来はギリシャ語で「新生の、革新的な」を意味する「 κ α ι ν σ ζ」である。
ロゴはKAINOSの頭文字であるKに左に90度傾けたブドウがついているものと、Oの内側がブドウの形になっているものの2種類が存在し、いずれも紫色である。これは新約聖書（マタイ伝9-17）の教訓である”Don't put new wine into old bottles.”、つまり「新しい葡萄酒を古い革袋に入れるな」に由来する。

## 沿革[1][2]
- 1975年（昭和50年）
  - 5月 - 東京都台東区に株式会社ドムスヤトロン設立。
  - 7月 - 現社名に変更。東京都文京区に本社を移転。
  - 8月 - 東京都板橋区に板橋工場を設置。
  - 9月 - 世界初の酵素法による血清トランスアミナーゼ測定試薬キットなどを発売。
- 1976年（昭和51年）11月 - 三井製薬工業(株)(現 バイエル薬品(株))と酵素免疫定量法(EIA法)の技術提携契約を締結。
- 1977年（昭和52年）12月 - 世界に先駆けてEIA法によるα-フェイトプロテイン測定試薬キットを発売。
- 1978年（昭和53年）8月 - 静岡県伊東市に伊東研究所を設置。生化学・免疫検査試薬の研究開発を開始。
- 1981年（昭和56年）4月 - 日立化成工業(株)(現 ミナリスメディカル(株))と臨床分析装置用試薬に関する事業提携契約を締結。
- 1983年（昭和58年）
  - 3月 - GAMMA BIOLOGICALS, Inc.(米国)と輸血検査用試薬に関する販売契約を締結。
  - 4月 - 酵素法によるクレアチニン測定試薬キットを発売。
- 1984年（昭和59年）4月 - 板橋工場を廃止。静岡県富士市の静岡工場に生産拠点を移転。
- 1987年（昭和62年）
  - 6月 - 日本化薬(株)と臨床検査試薬に関する技術提携契約を締結。
  - 8月 - 東京都千代田区に配送センターを設置。
  - 11月 - 東京都文京区湯島に本社を移転。
- 1992年（平成4年）
  - 4月 - 東京都江戸川区に配送センターを移転。
  - 9月 - キリンビール(株)(現 協和キリン(株))と臨床検査試薬に関する技術提携契約を締結。
- 1993年（平成5年）
  - 8月 - 静岡工場を廃止。茨城県笠間市の笠間工場に生産拠点を移転。生化学・免疫検査試薬の生産を開始。
  - 10月 - 旭化成工業(株)(現 旭化成ファーマ(株))と臨床検査試薬に関する技術提携契約を締結。
- 1994年（平成6年）5月 - 茨城県笠間市に配送センターを移転。
- 1995年（平成7年）
  - 10月 - 東京都文京区本郷に本社を移転。
  - 12月 - 株式を店頭公開（現在のスタンダード市場）。
- 1996年（平成8年）2月 - 茨城県笠間市に笠間研究所を新設。
- 2000年（平成12年）
  - 6月 - 全事業所を対象に「ISO9001」認証取得。
  - 8月 - Organon Teknika B.V.(オランダ)と「NASBA法遺伝子増幅」の特許のライセンス契約を締結。
- 2003年（平成15年）12月 - 米国Immucor社の輸血検査試薬の輸入承認を三光純薬から承継[3]。
- 2004年（平成16年）
  - 4月 - 東京都文京区に品質保証センターを新設。
  - 5月 - 日本ビオメリュー(株)(現 ビオメリュー・ジャパン(株))と「遺伝子検査関連製品」の国内販売に関する契約を締結。
  - 11月 - (株)ニチレイ(現 (株)ニチレイバイオサイエンス)と共同開発したインフルエンザウイルス検出試薬「スタットマークTMインフルエンザA/B」を発売。
- 2005年（平成17年）
  - 6月 - 輸血検査用事業を新設分割してBB株式会社を設立。
  - 7月 - Immucor社と合弁契約を締結し、BB株式会社をイムコア・カイノス株式会社に商号変更[4]。
- 2006年（平成18年）
  - 3月 - 笠間配送センターを同市内で移設。
  - 5月 - 「ISO13485」認証取得。
  - 6月 - 笠間工場増設工事が完成。
  - 8月 - 笠間研究所にP3研究室が完成。
- 2008年（平成20年）5月 - イムコア・カイノス（現・イムコア）の全体株式を米国Immucor社に譲渡し、輸血事業から撤退。
- 2011年（平成23年）9月 - グリフォルス（スペイン）社と輸血事業に関する販売契約を締結し、輸血事業に再参入。
- 2018年（平成30年）
  - 1月 - 伊東研究所を廃止。
  - 2月 - 総/遊離カルニチン測定試薬が保険適用。
  - 4月 - ADAMTS13活性測定試薬が保険適用[5]。
- 2019年（令和元年）5月 - 旭化成ファーマがカイノスの株式を取得し、事業提携関係を強化。
- 2020年（令和2年）9月 - 遺伝子治療研究所に出資し、遺伝子治療分野へ参入[6]。
- 2021年（令和3年）
  - 6月 - 新型コロナウイルス検査薬3種を同時発売。
  - 7月 - 笠間工場に新自動充填機を導入。
  - 12月 - 新型コロナウイルス検査薬1種を発売。
- 2022年（令和4年）
  - 2月 - シスメックスがカイノスの株式を取得し、免疫検査分野での資本業務提携に合意[7][8][9]。
  - 5月 - 新型コロナウイルス検査薬1種を発売[10]。
- 2024年（令和6年）
  - 1月 - プロカルシトニン測定試薬を発売。[11]
  - 3月 - HISCL試薬の項目拡充として、婦人科・性腺ホルモンの試薬を販売。[12][13]
- 2025年（令和7年） - 笠間工場に用手法充填作業の自動化機器を導入予定。

## 事業所
- 本社、東京営業所 - 東京都文京区
- 笠間事業所（笠間研究所、笠間工場、配送センター） - 茨城県笠間市[14][15][16]
- 札幌営業所 - 北海道札幌市北区
- 仙台営業所 - 宮城県仙台市太白区
- 名古屋営業所 - 愛知県名古屋市千種区
- 大阪営業所 - 大阪府大阪市東淀川区
- 広島営業所 - 広島県広島市中区
- 福岡営業所 - 福岡県福岡市博多区

## 主要製品
- 生化学試薬（アクアオート カイノス[17]）
- 免疫学試薬（ADAMTS13） - 奈良県立医科大学との共同研究により製品化[18]。
- 輸血検査用機器・試薬（DG Gel カイノス、Erytra、Erytra Eflexis[19]、WADiana Compact[20]）
- 遺伝子試薬（スイフトジーン） - 「迅速肺炎診断を目的としたカセット式簡易診断器の開発」として、山口大学・山口TLO・岐阜大学との共同研究により製品化[21][22][23]。NASBA（等温核酸増幅技術）-核酸クロマト法による感染症検査キット[24]。
- 研究用試薬（スイフトジーン、FGF-23測定試薬、Cotinine測定試薬）
- POCT検査試薬（スタットマーク）
- コントロール・キャリブレーター（リキッドキャリブレーター「カイノス」）[25]
- 新型コロナウイルス検査薬（遺伝子検出試薬2種、抗原検出試薬2種、抗体検出試薬1種）

## 研究開発
- 抗AAV抗体測定キット - 一般に、AAV（アデノ随伴ウイルス:Adeno-associated virus）をベクター（遺伝子の運び屋）として用い、遺伝子疾患を治療することが可能。しかし、健常人の多くがAAVに不顕性感染し、抗体を有している。このことから、治療効果を予測し、投与判断を補助するため、患者の抗体価を事前測定する必要があり、そのためのキットを開発している。2009年11月、自治医科大学の村松慎一特命教授の指導を仰ぎ、AAV2抗体測定キットを開発、論文化した[26]。2020年11月、遺伝子治療研究所との資本提携・共同開発を発表。2021年度に、遺伝子治療研究所が行う孤発性ALS（筋萎縮性側索硬化症）に対する遺伝子治療薬の治験に向け、その治療用AAVベクターに対する抗体を検査するELISAキットを開発することとした。2020年10月から2022年3月まで、遺伝子治療研究所に笠間研究所の研究員を派遣し、その後別の研究員も派遣している。
- 新型コロナウイルス検出試薬 - NASBA-核酸クロマト法による検出試薬を開発。ヒートブロック（加温装置）を用いたNASBAによる核酸増幅に約50分、その後のクロマトストリップ(試験紙）による目視での検出に約10分と、短時間かつ一般的な機器で検出結果を得られる。この仕組みは、主要製品の項目中にあるスイフトジーンのものと同様である。2020年11月、検出系の構築完了。2021年1月29日、独立行政法人医薬品医療機器総合機構(PMDA)へ体外診断用医薬品として製造販売承認申請を行った[27][28]。2021年5月承認。イムノクロマト法による抗原検出薬（対外診断用医薬品）、同じくイムノクロマト法による抗体検出薬（研究用試薬）、合計3試薬を2021年6月に発売[29][30]。イムノクロマト法による抗原検出薬（体外診断用医薬品）を2021年12月に追加発売。qSTAR法（新規の核酸増幅法）による検出薬（体外診断用医薬品）を2022年5月に追加発売。
- プロカルシトニン測定試薬 [31][32]- プロカルシトニンは、敗血症のバイオマーカーであり、このプロカルシトニンのラテックス凝集比濁法による測定試薬を開発。一般に、プロカルシトニン測定には専用の分析装置が必要で、主に大規模病院でのみ実施されている。しかし、本試薬は、汎用の生化学自動分析装置を用いて約10分で定量可能であり、市中の一般病院や夜間休日などで新規にプロカルシトニンの検査が可能となる。2024年1月16日に「LATECLE PCT試薬」として発売。
- 婦人科・性腺ホルモンの免疫検査パネル[33] [34]- 婦人科・性腺ホルモンの免疫検査パネル6項目をシスメックスと共同開発し、全自動免疫測定装置「HISCL」シリーズ向けに、2024年3月28日に追加販売。

## 主な契約締結先
- 技術提携契約 - 三井製薬工業（日本シエーリング（現・バイエル薬品））、旭化成ファーマ、日本化薬、協和キリン(株)
- 販売契約 - GAMMA BIOLOGICALS, Inc.(アメリカ)、日本ビオメリュー（現・ビオメリュー・ジャパン(株)）、グリフォルス社
- 共同開発契約 - ニチレイ（現・ニチレイバイオサイエンス）
- 事業提携契約 - 日立化成工業（現・ミナリスメディカル）
- 資本提携契約 - 遺伝子治療研究所
- 資本業務提携契約 - シスメックス